# Roberto Loyola
Pour les articles homonymes, voir Loyola.
Roberto Loyola, né en 1937 à Rome (Latium) et mort en 2000 à Soriano nel Cimino (Latium), est un producteur, scénariste, réalisateur et artiste peintre italien.

## Biographie
Loyola a été producteur de films à plusieurs reprises à partir de la fin des années 1960 et, après un film resté inédit en 1970, a mis en scène trois ans plus tard un decamerotico intitulé Les Nouveaux Contes de Canterbury. Il a ensuite produit plusieurs films italiens de genre, dont la comédie policière franco-italienne Laisse aller... c'est une valse ! de Georges Lautner. Loyola a fait faillite avec son dernier film, le poliziottesco Les Chiens enragés, et s'est tourné vers la peinture au milieu des années 1970, devenant l'un des représentants de la Scuola di Piazza del Popolo. Ce faisant, il créa des tableaux pop-art qui combinaient la tradition de la culture américaine des années 1960 avec celle de l'Italie d'avant-guerre.

## Filmographie

### Réalisateur
- 1973 : Les Nouveaux Contes de Canterbury (Canterbury n° 2 - Nuove storie d'amore del '300)

### Scénariste
- 1973 : Les Nouveaux Contes de Canterbury (Canterbury n° 2 - Nuove storie d'amore del '300) de Roberto Loyola
- 1982 : Le Sadique à la tronçonneuse (Mil gritos tiene la noche) de Juan Piquer Simón

### Producteur
- 1969 : La Loi des gangsters (La legge dei gangsters) de Siro Marcellini
- 1969 : Maximum Flic (Colpo rovente) de Piero Zuffi
- 1970 : Microscopic Liquid Subway to Oblivion de John W. Shadow
- 1971 : Laisse aller... c'est une valse ! de Georges Lautner
- 1972 : Far West Story (La banda J. & S. - Cronaca criminale del Far West) de Sergio Corbucci
- 1973 : Les Grands Patrons de Luigi Zampa
- 1974 : Les Chiens enragés de Mario Bava
- 1975 : Liberté, mon amour ! (Libera, amore mio) de Mauro Bolognini